# مانويل بيرميغو هرنانديز
مانويل بيرميغو هرنانديز هو شخصية أعمال وسياسي إسباني، ولد في 26 مارس 1936 في بلاسينثيا في إسبانيا، وتوفي في 22 سبتمبر 2009 في مدريد في إسبانيا. نشط حزبياً في اتحاد الوسط الديمقراطي. وقد انتخب عضو مجلس النواب الإسباني ‏ عن دائرة Cáceres (Congress of Deputies constituency) ‏ (15 يونيو 1977 – 31 أغسطس 1982) وفي الانتخابات العامة الإسبانية 1977 ‏، انتخب عضو مجلس النواب الإسباني ‏ عن دائرة Cáceres (Congress of Deputies constituency) ‏ خلال فترته النيابية ‏ (29 يونيو 1977 – 2 يناير 1979) وفي الانتخابات العمومية الإسبانية 1979 ‏، انتخب عضو مجلس النواب الإسباني ‏ عن دائرة Cáceres (Congress of Deputies constituency) ‏ خلال فترته النيابية ‏ (13 مارس 1979 – 31 أغسطس 1982).